# Festival Internacional de Cine de San Sebastián 1995
La 43.ª edición del Festival Internacional de Cine de San Sebastián se celebró entre el 14 y el 23 de septiembre de 1995. El Festival se consolidó en la máxima categoría A (festival competitivo no especializado) de la FIAPF. 

## Desarrollo
El festival fue inaugurado el 14 de septiembre de 1995 por el nuevo director Diego Galán, el alcalde de San Sebastián Odón Elorza y el lehendakari José Antonio Ardanza con la proyección fuera de concurso de A Walk in the Clouds, que fueron presentados por sus protagonistas Keanu Reeves, Anthony Quinn y Aitana Sánchez-Gijón. El 15 se proyectó La habitación de al lado y Zero Kelvin, y fuera de concurso, Los puentes de Madison. Por la noche se proyectó Braveheart en la pantalla gigante del velódromo de Anoeta. El día 16 se exhibió El museo de Margaret y Nadie hablará de nosotras cuando hayamos muerto. El día 17 Mi familia y Hermano de Sueño en la sección oficial, Gimlet de Nuevos Realizadores y Suite 16 en la Zabaltegi El 18 se proyectó El demonio vestido de azul y La flor de mi secreto. El día 19 Leaving Las Vegas y Total Eclipse de la sección oficialDesperado y The Doom Generation de la Zabaltegi, y Boston Kickout de Nuevos Realizadores. El 20 se proyectaron Mujeres insumisas y Safar de la sección oficial, y por sorpresa Atrapat de Desmond Nakano. El 21 se proyectaron El palomo cojo y Mín jǐng gù shì de la sección oficial y Carrington de la Zabaltegi. També van visitar el festival Susan Sarandon, Emma Thompson y Catherine Deneuve. El 22 es van projectar Elle y Xagoroloi Bohudoor y el día 23 se entregaron los premios y se hizo la clausura del festival con la proyección de Le Hussard sur le toit.

## Jurados
Jurado de la Sección Oficial
- Montxo Armendáriz (Presidente)
- Ahmed Bahaeddine Attia
- Dominique Deruddere
- Barry Gifford
- Beki Probst
- Héctor Olivera
- Aitana Sánchez-Gijón

## Películas

### Sección Oficial
Las 15 películas siguientes compitieron para el premio de la Concha de Oro a la mejor película:
| Título en España                                | Título original                                 | Director(es)       | País        |
| ----------------------------------------------- | ----------------------------------------------- | ------------------ | ----------- |
| El demonio vestido de azul                      | Devil in a Blue Dress                           | Carl Franklin      | EE. UU.     |
| El palomo cojo                                  | El palomo cojo                                  | Jaime de Armiñán   | España      |
| Elle                                            | Elle                                            | Valeria Sarmiento  | Francia     |
| El largo camino hasta el mar                    | Xagoroloi Bohudoor                              | Jahnu Barua        | India       |
| Zero Kelvin                                     | Kjærlighetens kjøtere                           | Hans Petter Moland | Noruega     |
| Leaving Las Vegas                               | Leaving Las Vegas                               | Mike Figgis        | EE.UU.      |
| El museo de Margaret                            | Margaret's Museum                               | Mort Ransen        | Canadá      |
| On the Beat                                     | Mín jǐng gù shì                                 | Ning Ying          | China       |
| Mujeres insumisas                               | Mujeres insumisas                               | Alberto Isaac      | México      |
| Mi familia                                      | My Family                                       | Gregory Nava       | EE.UU.      |
| Nadie hablará de nosotras cuando hayamos muerto | Nadie hablará de nosotras cuando hayamos muerto | Agustín Díaz Yanes | España      |
| Safar                                           | Safar                                           | Alireza Raisian    | Irán        |
| Hermano de Sueño                                | Schlafes Bruder                                 | Joseph Vilsmaier   | Alemania    |
| La habitación de al lado                        | The Near Room                                   | David Hayman       | Reino Unido |
| Vidas al límite                                 | Total Eclipse                                   | Agnieszka Holland  | Reino Unido |

### Fuera de competición
Las películas siguientes fueron seleccionadas para ser exhibidas fuera de competición: 
| Título en España       | Título original               | Director(es)        | País    |
| ---------------------- | ----------------------------- | ------------------- | ------- |
| La princesita          | A Little Princess             | Alfonso Cuarón      | EE.UU.  |
| Un paseo por las nubes | A Walk in the Clouds          | Alfonso Arau        | EE.UU.  |
| Braveheart             | Braveheart                    | Mel Gibson          | EE.UU.  |
| La flor de mi secreto  | La flor de mi secreto         | Pedro Almodóvar     | España  |
| El húsar en el tejado  | Le Hussard sur le toit        | Jean-Paul Rappeneau | Francia |
| Los puentes de Madison | The Bridges of Madison County | Clint Eastwood      | EE.UU.  |
| La red                 | The net                       | Irwin Winkler       | EE.UU.  |

### Otras secciones oficiales

#### Nuevos Directores
Esta sección agrupa los primeros o segundos largometrajes de sus cineastas, inéditos o que solo han sido estrenados en su país de producción y producidos en el último año. Estas fueron las películas seleccionadas para la sección:
| Título en español      | Título original        | Director(es)                   | País        |
| ---------------------- | ---------------------- | ------------------------------ | ----------- |
| Boston Kickout         | Boston Kickout         | Paul Hills                     | EE.UU.      |
| Branwen                | Branwen                | Ceri Sherlock                  | Reino Unido |
| Das stille haus        | Das stille haus        | Christof Vorster               | Suiza       |
| Der Kontrolleur        | Der Kontrolleur        | Stefan Trampe                  | Alemania    |
| Gimlet                 | Gimlet                 | José Luis Acosta Salmerón      | España      |
| Il verificatore        | Il verificatore        | Stefano Incerti                | Italia      |
| La orilla de la tierra | La orilla de la tierra | Ignacio Ortiz Cruz             | México      |
| Le Cri de Tarzan       | Le Cri de Tarzan       | Thomas Bardinet                | Francia     |
| Over My Dead Body      | Nur über meine Leiche  | Rainer Matsutani               | Alemania    |
| Passageraren           | Passageraren           | Michael Druker                 | Suecia      |
| Sale Gosse             | Sale Gosse             | Claude Mouriéras               | Francia     |
| Stefanies Geschenk     | Stefanies Geschenk     | Mathieu Seiler                 | Alemania    |
| Tierra extranjera      | Terra Estrangeira      | Walter Salles y Daniela Thomas | Brasil      |

#### Zabaltegi[19]
| Título en español                                    | Título original                                            | Director(es)                      | País        |
| ---------------------------------------------------- | ---------------------------------------------------------- | --------------------------------- | ----------- |
| A propos de Nice, la suite                           | A propos de Nice, la suite                                 | Abbas Kiarostami y Parviz Kimiavi | Francia     |
| An evil town                                         | An evil town                                               | Richard Sears                     | EE.UU.      |
| Blue in the Face                                     | Blue in the Face                                           | Paul Auster y Wayne Wang          | EE.UU.      |
| Carrington                                           | Carrington                                                 | Christopher Hampton               | Reino Unido |
| Desperado                                            | Desperado                                                  | Robert Rodriguez                  | EE.UU.      |
| Dos crimenes                                         | Dos crimenes                                               | Roberto Sneider                   | México      |
| Felpudo maldito                                      | Gazon maudit                                               | Josiane Balasko                   | Francia     |
| Kids                                                 | Kids                                                       | Larry Clark                       | EE.UU.      |
| El odio                                              | La Haine                                                   | Mathieu Kassovitz                 | Francia     |
| O Convento                                           | O Convento                                                 | Manoel de Oliveira                | Portugal    |
| Priest                                               | Priest                                                     | Antonia Bird                      | Reino Unido |
| Smoke                                                | Smoke                                                      | Paul Auster y Wayne Wang          | EE.UU.      |
| Suite 16                                             | Suite 16                                                   | Dominique Deruddere               | Bélgica     |
| Maldita generación                                   | The Doom Generation                                        | Gregg Araki                       | EE.UU.      |
| El inglés que subió una colina pero bajó una montaña | The Englishman Who Went up a Hill but Came Down a Mountain | Christopher Monger                | Reino Unido |
| Todo por un sueño                                    | To Die For                                                 | Gus Van Sant                      | EE.UU.      |
| Two Nudes Bathing                                    | Two Nudes Bathing                                          | John Boorman                      | EE.UU.      |
| Warrior Lanling                                      | Warrior Lanling                                            | Sherwood Hu                       | China       |

#### Retrospectivas
Las retrospectivas de este año son: una dedicada al director Gregory La Cava - con Symphony of Six Million (1932), Private Worlds (1935), She Married Her Boss (1935), My Man Godfrey (1936), Damas del teatro (1937) o La chica de la Quinta Avenida (1939) - "Los mejores 100 años (y 3): el bazar de las sorpresas" (com películas recuperadas de Segundo de Chomón) y otro dedicado al taiwanés Hou Hsiao Hsien.

## Palmarés

### Premios oficiales
Ganadores de la Sección Oficial del 43.er Festival Internacional de Cine de San Sebastián de 1995:
- Concha de Oro: El museo de Margaret de Mort Ransen
- Premio Especial del Jurado: Nadie hablará de nosotras cuando hayamos muerto de Agustín Díaz Yanes
- Concha de Plata al mejor Director: Mike Figgis por Leaving Las Vegas
- Concha de Plata a la mejor Actriz: Victoria Abril por Nadie hablará de nosotras cuando hayamos muerto
- Concha de Plata al mejor Actor: Nicolas Cage, por 'Leaving Las Vegas
- Mención Especial del Jurado:
  - On the Beat de Ning Ying
  - Zero Kelvin de Hans Petter Moland
- Premio Euskalmedia para Nuevos Directores: Sale Gosse de Claude Mouriéras
- Premio Fernando Rey: Regina Fritsch por Hermano de Sueño
- Premio Donostia: Susan Sarandon y Catherine Deneuve